# Batman: The Ride
Batman: The Ride ist ein Stahlachterbahnmodell vom Typ  Inverted Coaster des Herstellers Bolliger & Mabillard. Die erste Achterbahn mit diesem Schienenlayout wurde am 9. Mai 1992 in Six Flags Great America (Illinois, Vereinigte Staaten) eröffnet.
Als Batman The Ride fährt sie neben dem Great America-Park auch noch in den Schwesterparks Great Adventure, Magic Mountain, Over Georgia, Over Texas, St. Louis und La Ronde. Nach dem Hurrikan Katrina wurde der Park Six Flags New Orleans und somit auch die Achterbahn Batman: The Ride geschlossen. Diese wurde 2008 in Six Flags Fiesta Texas als Goliath wieder eröffnet.
Dieses Modell steht auch noch in anderen Parks außerhalb der Six-Flags-Kette, siehe Liste von Batman The Ride Achterbahnen.

## Fahrt
Nachdem der Zug in 30,5 m Höhe gezogen wurde, folgt der First Drop, der nach links oder rechts führt. Es folgen gleich drei Inversionen hintereinander: Als erstes wird der Looping durchfahren. Nach der Zero-g-Roll folgt der zweite Looping. Eine Links- und Rechtskurve (bzw. Rechts- und Linkskurve) führt in den ersten Korkenzieher, bevor der Zug nach einer weiteren Kurve den zweiten Korkenzieher erreicht.

## Züge
Die Batman-The-Ride-Achterbahnen besitzen zwei Züge mit jeweils acht Wagen. In jedem Wagen können vier Personen (eine Reihe) Platz nehmen. Als Rückhaltesystem kommen Schulterbügel zum Einsatz.

## Liste vonBatman The RideAchterbahnen
| Achterbahn                      | Betreiber                                                  | Land                     | Eröffnung                          | Schließung              | Quellen |
| ------------------------------- | ---------------------------------------------------------- | ------------------------ | ---------------------------------- | ----------------------- | ------- |
| Batman The Ride                 | Six Flags Great Adventure                                  | Vereinigte Staaten       | 1. Mai 1993                        |                         |         |
| Batman The Ride                 | Six Flags Great America                                    | Vereinigte Staaten       | 9. Mai 1992                        |                         |         |
| Batman The Ride                 | Six Flags Magic Mountain                                   | Vereinigte Staaten       | 26. März 1994                      |                         |         |
| Batman The Ride                 | Six Flags Over Georgia                                     | Vereinigte Staaten       | 3. Mai 1997                        |                         |         |
| Batman The Ride                 | Six Flags Over Texas                                       | Vereinigte Staaten       | 26. Mai 1999                       |                         |         |
| Batman The Ride                 | Six Flags St. Louis                                        | Vereinigte Staaten       | 22. April 1995                     |                         |         |
| Diavlo                          | Himeji Central Park                                        | Japan                    | Juli 1994                          |                         |         |
| Goliath Batman: The Ride Gambit | Six Flags Fiesta Texas Six Flags New Orleans Thrill Valley | Vereinigte Staaten Japan | 18. April 2008 12. April 2003 1995 | August 2005 6. Mai 2002 |         |
| The Great White                 | SeaWorld San Antonio                                       | Vereinigte Staaten       | 1997                               |                         |         |
| Shadows of Arkham               | Parque Warner Madrid                                       | Spanien                  | 6. April 2002                      |                         |         |
| Vampire                         | La Ronde                                                   | Kanada                   | 18. Mai 2002                       |                         |         |
| unbekannter Name Lightning      | Wonderla Amusement Park Chennai Kuwait Entertainment City  | Indien Kuwait            | September 2025 2004                | 6. Juni 2016            |         |

## Bilder

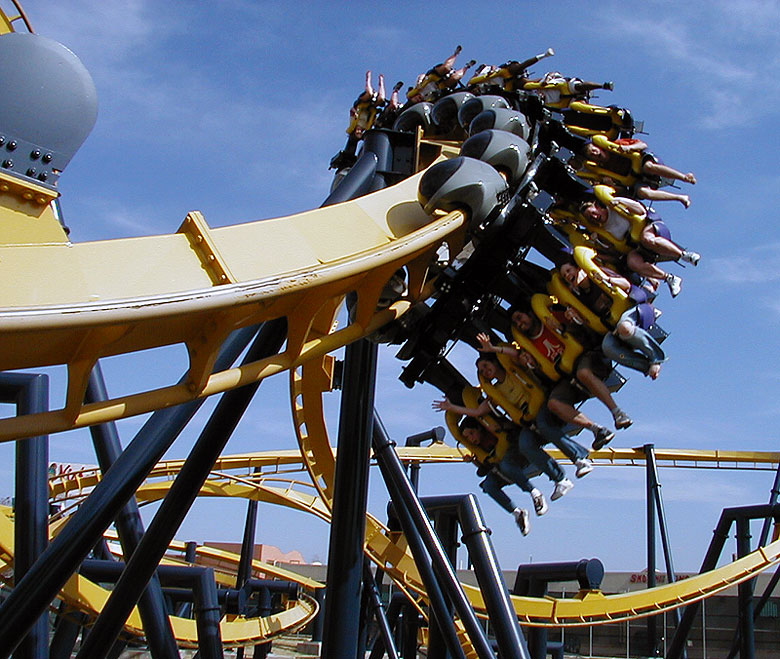
Six Flags Over Texas
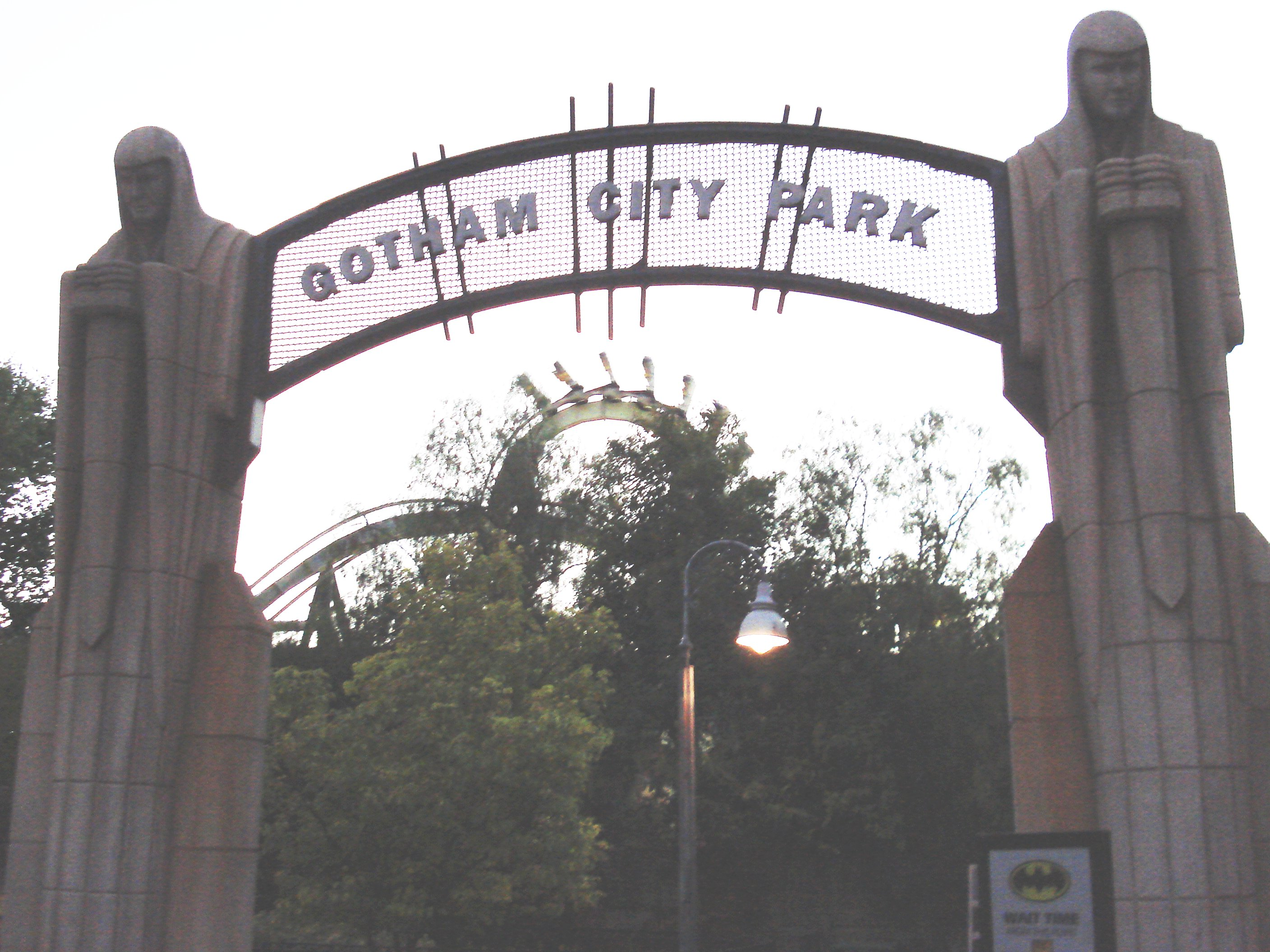
Eingangstor
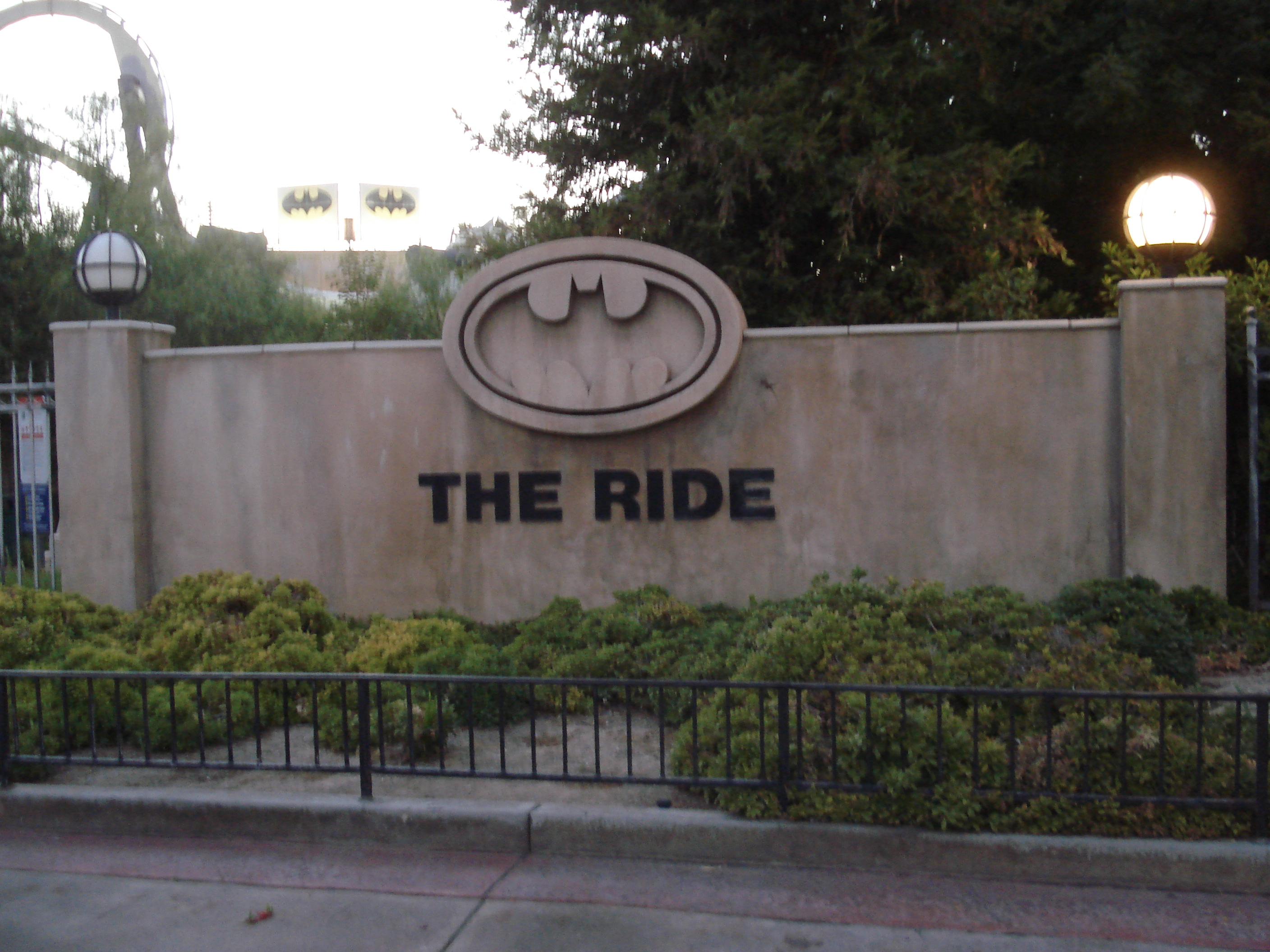
Logo
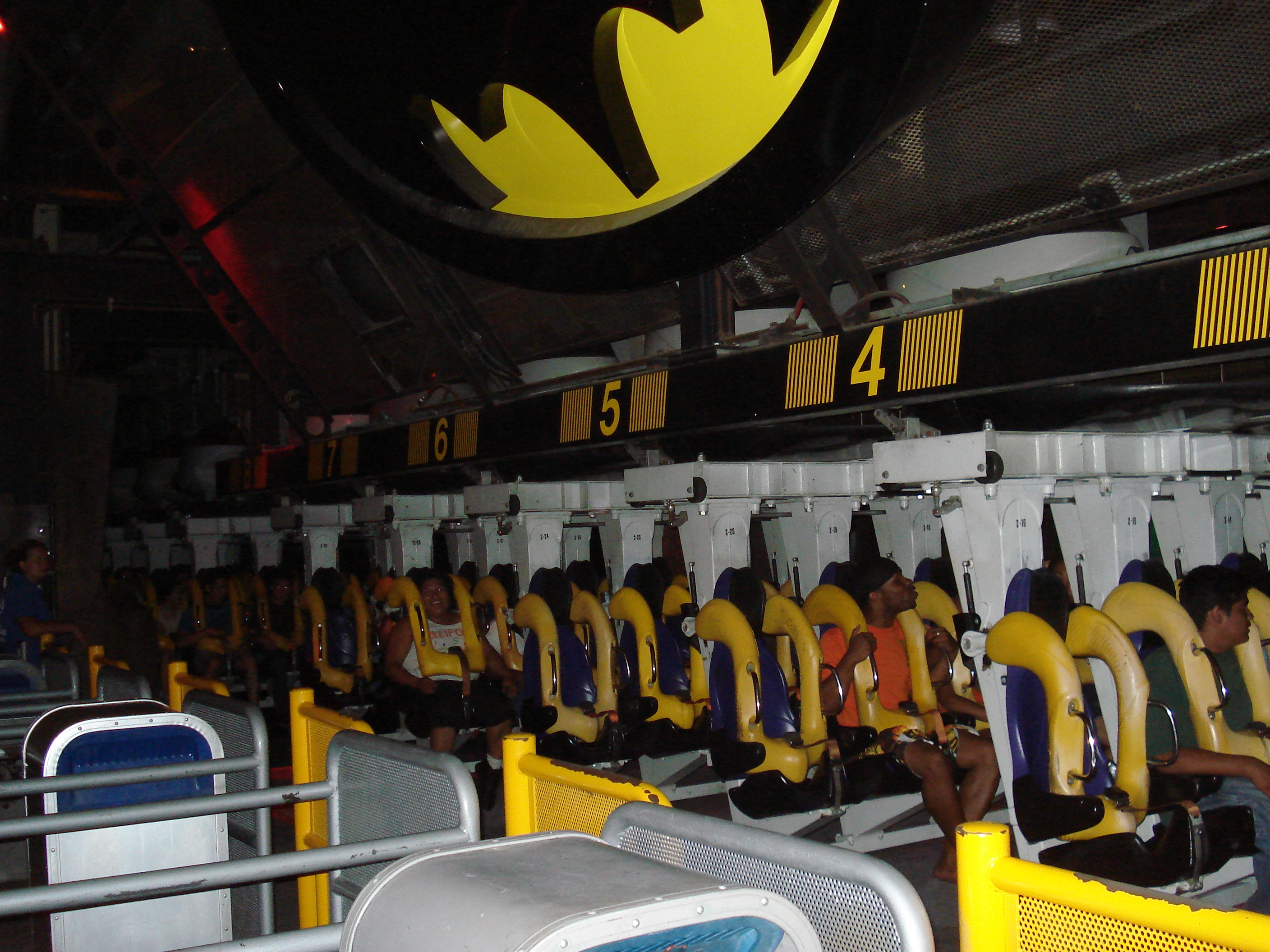
Station
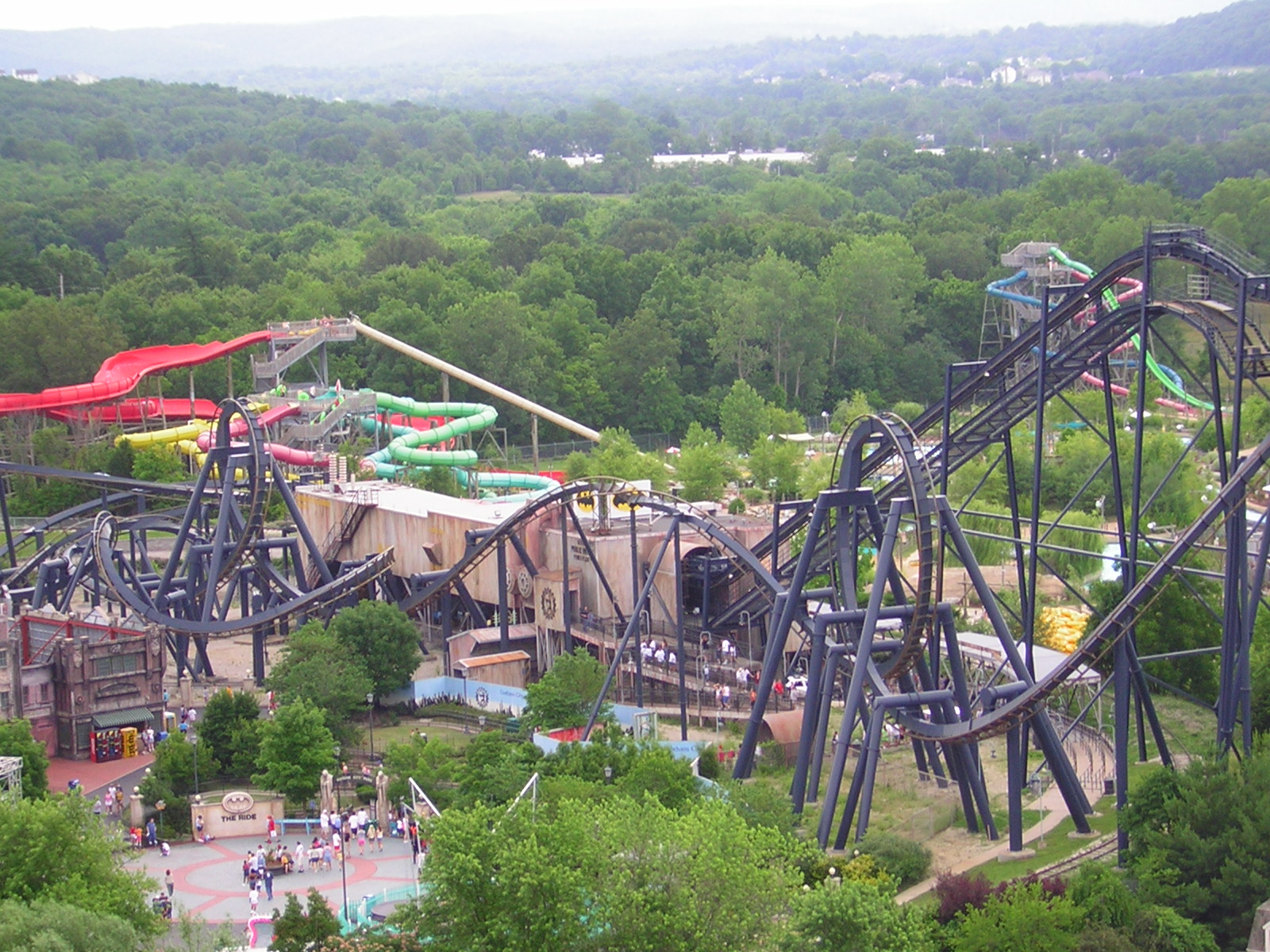
Six Flags St. Louis
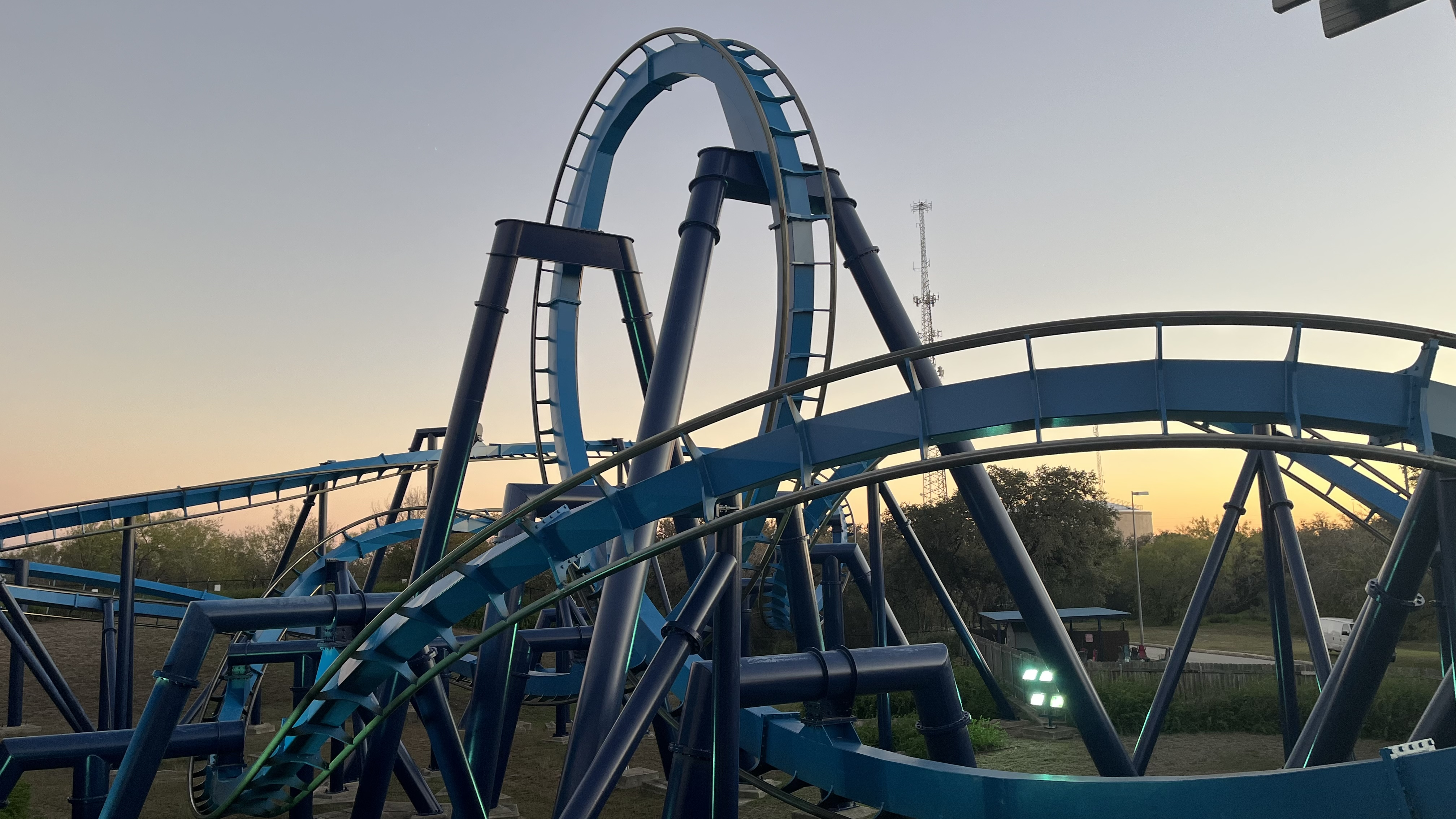
SeaWorld San Antonio

## Auszeichnungen
Die Auslieferung in Six Flags Great America erhielt am 20. Juni 2005 die Auszeichnung ACE Roller Coaster Landmark der American Coaster Enthusiasts.